# Tomb Raider: The Prophecy
Tomb Raider: The Prophecy — це відеогра, яка була випущена в листопаді 2002 року для Game Boy Advance, і є частиною франшизи Tomb Raider. Гра була розроблена компанією Core Design спільно з підрозділом Ubisoft в Мілані та видала компанія Eidos Interactive спільно з Ubisoft.

## Сприйняття
За інформацією вебсайту-агрегатора «Metacritic» Tomb Raider: The Prophecy отримала змішані відгуки від оглядачів: 66 балів зі 100 можливих на основі 20 оглядів.